# The Masseuse
Pour plus de détails, voir Fiche technique et Distribution.
The Masseuse est un film pornographique sorti en juillet 2004, produit par le studio Vivid. Le film a été réalisé par Paul Thomas. C'est un remake d'un film homonyme du même réalisateur avec Hyapatia Lee et Randy Spears (1990).

## Synopsis
Jim, un homme seul et timide surfe sur des sites de bondage. Sa collègue Amy en pince pour lui mais ce n'est pas réciproque. Il se met alors à fréquenter un salon de massage où Barbara travaille. Jim lui propose de le masturber en échange d'argent. Elle s'exécute. Jim lui propose ensuite de se voir chez lui. Peu à peu, Jim tombe amoureux de sa masseuse. Leurs jeux sexuels vont prendre des tournures BDSM.

## Récompenses
Film récompensé 7 fois aux AVN Awards :
- meilleur film
- meilleur réalisateur
- meilleur acteur
- meilleure actrice
- meilleure scène hétérosexuelle
- meilleure scène lesbienne
- meilleure édition

## Fiche technique
- Titre : The Masseuse
- Réalisation : Paul Thomas
- Scénario :
- Production : Vivid
- Date de sortie : 7 juillet 2004
- Film : américain
- Genre : pornographie
- Durée : 92 min
- Film pour adultes

## Distribution
- Jenna Jameson : Barbara, la masseuse
- Savanna Samson : Helen
- Tina Tyler : la réceptionniste
- Wendy Devine : Amy, une collègue de Jim
- Evan Stone : Brad
- Justin Sterling : Jim Mitchell